# Lensk
Lensk (en rus Ленск) és una ciutat russa de la República de Sakhà situada a l'esquerra del riu Lena. La seva població l'any 2005 era de 24.581 habitants.
És a uns 840 quilòmetres a l'oest de la capital Iakutsk i està connectada per carretera amb Mirni, i per línia aèria regular amb Iakutsk, Mirni i Irkutsk.
Com a port més gran del riu Lena, Lensk s'ha desenvolupat com a punt neuràlgic de la indústria regional del diamant.

## Història
L'assentament original es va fundar l'any 1663 en una àrea coneguda com a Muhtuy i es va anomenar originalment Mukhtuya. Durant el segle xix i els inicis del XX la ciutat va acollir molts exiliats polítics.
La ciutat va experimentar un període de ràpid creixement durant el segle XX com a resultat del descobriment i desenvolupament de diverses mines de diamants a la depressió de Vilyuya. En ser la ciutat més propera a la major extracció de kimberlita, a la Mina Mir, es va produir un gran creixement en el sector de la construcció. L'any 1956 es van fer carreteres per a connectar Mukhtuya amb la futura ciutat de Mirny i es va construir el port.
El reconeixement com a ciutat es va assolir l'any 1963.

## Economia

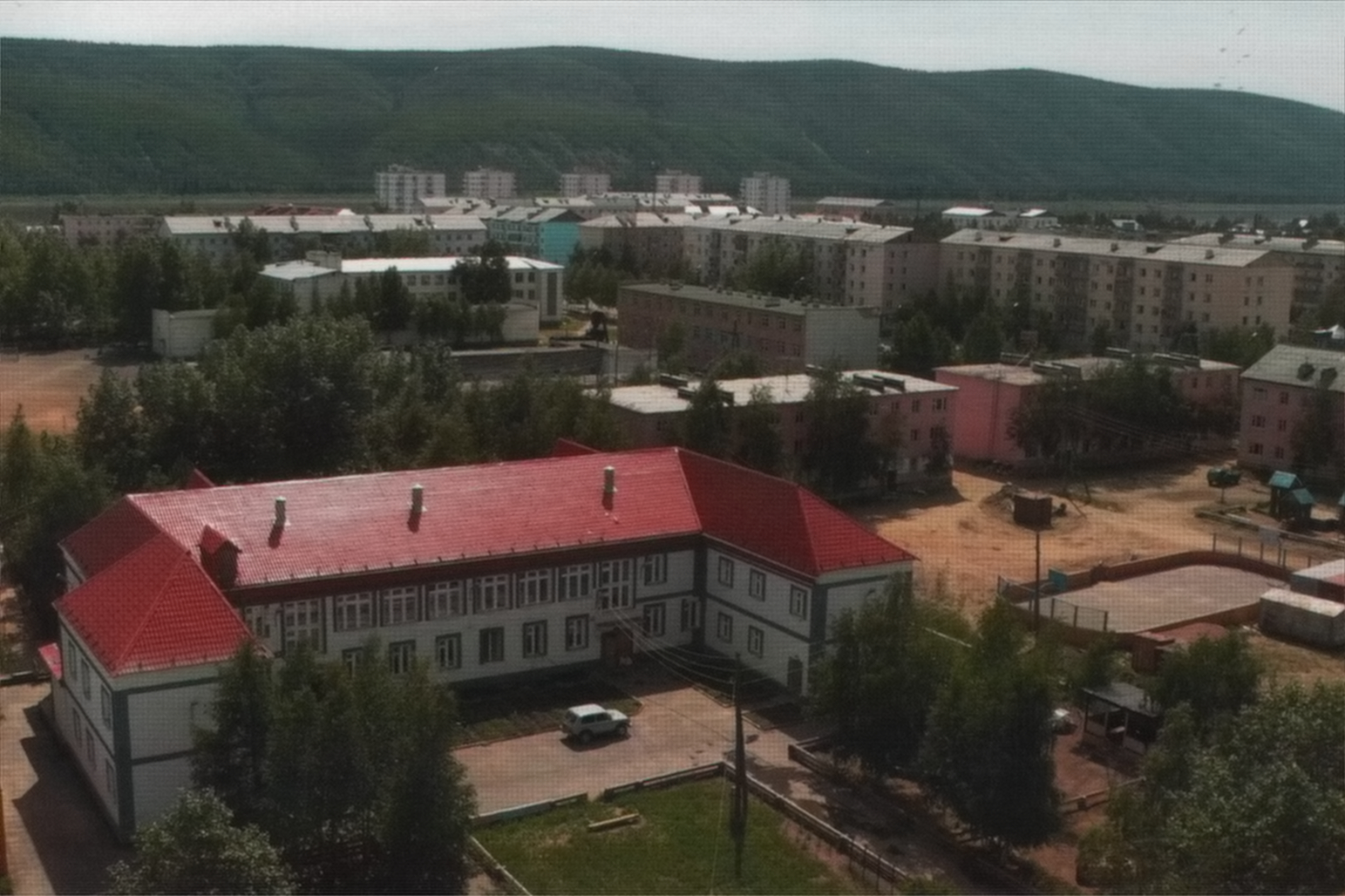
Ленск, 2007

A més de la indústria del diamant i del sector de la construcció, Lensk destaca pel sector de la fusta i per les fàbriques de pannells per a la construcció d'habitatges. A la ciutat també hi ha una organització de recerca científica.

## Llocs d'interès
A Lensk hi ha un museu d'història i una branca de l'Institut Politècnic d'Irkutsk. A set quilòmetres al sud-oest de la ciutat hi ha una cova càrstica amb una cascada de 25 metres i un llac càrstic.